# HMS Gotland (1933)
HMS Gotland – szwedzki krążownik lotniczy wodowany w 1933, służący w szwedzkiej marynarce wojennej w latach 1934–1960. Był jedynym okrętem takiej klasy zbudowanym w Europie w okresie międzywojennym. W 1944 „Gotland” został przebudowany na krążownik przeciwlotniczy, a w 1955 na okręt naprowadzania samolotów myśliwskich. Od 1940 służył także jako okręt szkolny. „Gotland” został wycofany do rezerwy w 1956, skreślony ze składu floty w 1960, sprzedany na złom w 1962 i złomowany rok później.

## Historia powstania
Po zakończeniu I wojny światowej admiralicja szwedzkiej marynarki wojennej (Svenska marinen) planowała zastąpić przestarzały krążownik HMS „Fylgia” i stawiacz min HMS „Clas Fleming” nowymi okrętami, ale nie udało się jej uzyskać odpowiednich funduszy. Między innymi, w 1921 roku proponowano budowę dużego krążownika o wyporności 8600 ton, uzbrojonego w osiem dział kalibru 210 mm lub 234 mm. W tym czasie też dostrzegano potencjał i potrzebę rozwoju lotnictwa morskiego towarzyszącego okrętom i rozważano budowę małego lotniskowca lub transportowca wodnosamolotów. W 1925 roku utworzono specjalny komitet ds. floty, którego zadaniem było znalezienie rozwiązania tego problemu oraz, bardziej ogólnie, analiza potrzeb szwedzkiej marynarki w przyszłości i analiza światowych trendów w budownictwie okrętów. Komitet zaproponował budowę stosunkowo niewielkiego tendra wodnosamolotów o wyporności 4.500 ton, przenoszącego 12 wodnosamolotów, ale admiralicja wpłynęła na zmianę rekomendacji komisji i ostatecznie zdecydowano się na budowę krążownika lotniczego  (szw. flygplankryssare), uzbrojonego w armaty 152 mm, zdolnego do przenoszenia ośmiu wodnosamolotów i mogącego działać także jako stawiacz min2011|. Plany admiralicji zakładały konstrukcję okrętu o wyporności 5500 ton, uzbrojonego w sześć armat 152 mm w trzech podwójnych wieżach (dwie na dziobie w superpozycji, jedna na śródokręciu), z prędkością maksymalną wynosząca 28 węzłów. 13 maja 1927 roku szwedzki parlament autoryzował budowę nowego okrętu, przeznaczając na ten cel 16,5 miliona koron. Plany okrętu zostały ukończone rok później 31 marca i przedstawione do przetargu szwedzkim stoczniom. Admiralicja nie otrzymała jednak żadnej oferty na budowę okrętu według jej specyfikacji za wyznaczoną kwotę i ostatecznie zdecydowano się na mniej ambitny projekt.
Największe zmiany polegały na zmniejszeniu wielkości okrętu, przez skrócenie go o ok. 10 m i redukcji uzbrojenia z trzech dwudziałowych wież na dwie wieże (jedna na dziobie, jedna na śródokręciu) i dwie pojedyncze armaty 152 umieszczone w kazamatach po obydwu stronach mostka. „Gotland” był ostatnim dużym okrętem w którym użyto takiego rozwiązania. Zadecydowano także o użyciu jednej, centralnie zamontowanej katapulty wodnosamolotów, zamiast dwóch (po jednej na każdej burcie). Początkowo planowano zakupić katapulty w Stanach Zjednoczonych, ale rząd amerykański nie zdecydował się na sprzedaż katapult do Szwecji i ostatecznie jedna katapulta została zakupiona w Niemczech w zakładach Heinkel Flugzeugewerke.
Kontrakt na budowę okrętu został przyznany dużej stoczni Götaverken z Göteborga, z którą podpisano umowę 7 czerwca 1930 roku, z terminem ukończenia do marca 1934 roku. Budowę kadłuba z maszynownią podzlecono jednak zakładom Lindholm Mekaniska Varkstad och Varf, także z Göteborga. Już we wrześniu 1928 roku ustalono nazwę okrętu: „Gotland”, od wyspy Gotlandii. „Gotland” został wodowany 14 września 1933 roku. Chrztu okrętu dokonał ówczesny następca tronu Gustaw Adolf. Wyposażony okręt odbywał próby odbiorcze od 25 sierpnia 1934 roku, po czym został przyjęty do służby 14 grudnia 1934 roku.

## Służba i modernizacje
W 1935 „Gotland” dołączył do innych okrętów floty w jej codziennych operacjach pokojowych. W okresie międzywojennym odbywał cyklicznie dalekie rejsy połączone z kurtuazyjnymi wizytami w innych krajach i szkoleniem kadetów, trwające zwykle od grudnia do kwietnia. W grudniu 1935 okręt udał się w pierwszą wizytę zagraniczną, do Niemiec, Hiszpanii, Wielkiej Brytanii i Holandii. W Kilonii prowadzono próby katapulty z udziałem producenta (Heinkla), a w Zatoce Biskajskiej podczas złej pogody uległo uszkodzeniu mocowanie masztu. Po powrocie do Szwecji okręt wyposażono w stabilizatory przechyłów i lżejszy maszt. Zimą 1936/37 roku natomiast okręt odbył daleki rejs do Afryki, Indii Zachodnich i Meksyku. Kolejną zimą 1937/38 roku „Gotland” odbył rejs na Maderę i do zachodniej Afryki, a zimą 1938/39 roku do Portugalii, Ameryki Południowej i zachodniej Afryki. Każdorazowo odwiedzał też inne porty po drodze, w tym Wielką Brytanię. W czerwcu i lipcu 1939 odwiedził na przykład Bordeaux i Southampton. W momencie wybuchu II wojny światowej „Gotland” rozpoczął regularne patrole na Bałtyku oraz w rejonach Skagerraku i Kattegatu. W tym okresie  użyteczność „Gotlanda” jako okrętu lotniczego była już praktycznie zerowa, zaokrętowane na nim wodnosamoloty były przestarzałe, a cały Bałtyk znajdował się w zasięgu samolotów bazujących na lotniskach lądowych, które miały znacznie lepsze osiągi. Niemniej „Gotland” kontynuował patrole, służąc także jako okręt szkolny.

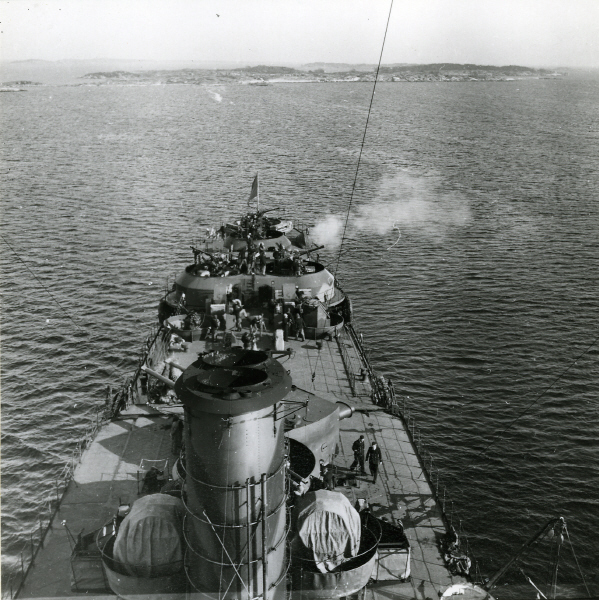
Podczas II wojny światowej zamieniono wyposażenie lotnicze na HMS „Gotland” na uzbrojenie przeciwlotnicze. Na zdjęciu działa przeciwlotnicze HMS „Gotland” otwierają ogień

W czasie jednego z patroli, 20 maja 1941, z pokładu „Gotlanda” dostrzeżono niemieckie okręty „Bismarck” i „Prinz Eugen”. Wiadomość o niemieckich okrętach została przekazana brytyjskiemu attaché morskiemu, który z kolei przekazał tę informację do Admiralicji; była to pierwsza wiadomość, jaką otrzymali Brytyjczycy wskazująca, że „Bismarck” i „Prinz Eugen” znajdowały się w drodze na Atlantyk, co umożliwiło ich późniejsze przechwycenie.
W 1943 „Gotland” został przebudowany na krążownik przeciwlotniczy. Z okrętu usunięto katapultę oraz całe wyposażenie lotnicze i do obsługi samolotów, w tym dźwig. Spowodowane to było przestarzałością i pogarszającym się stanem technicznym samolotów Osprey, podczas gdy wykorzystanie nowocześniejszych dostępnych samolotów, np. Heinkel He 114, wymagałoby zastosowania silniejszej katapulty. Na pokładzie rufowym zamontowano dodatkowe uzbrojenie przeciwlotnicze – cztery podwójne armaty Bofors 40 mm L/56 i dwa pojedyncze działka Oerlikon 20 mm. Przebudowa okrętu zakończyła się w kwietniu 1944.
Po zakończeniu II wojny światowej „Gotland” kontynuował tradycję kurtuazyjnych wizyt do zagranicznych portów. Już zimą 1946/47 roku odbył rejs do zachodniej Afryki, Brazylii, Meksyku, USA, na Bermudy i do Portugalii, a kolejnej zimy do Wielkiej Brytanii, Afryki i Holandii. Zimą 1948/49 roku ponownie popłynął na Karaiby i do USA. W 1951 roku popłynął po raz pierwszy na Morze Śródziemne – do Włoch, a w 1952 roku do Wenezueli, Kuby i Kanady. W 1953 roku ponownie odwiedził Morze Śródziemne – Hiszpanię, Grecję, Turcję i Włochy. 
W 1953 okręt przeszedł kolejną modernizację. Zdemontowano z niego wszystkie armaty 75 mm i karabiny maszynowe, zmniejszono liczbę działek 25 mm z sześciu do dwóch (pozostałe dwa przeniesiono na przednią wieżę 152 mm). Zamontowano za to cztery pojedyncze armaty Bofors 40 mm w nowszej wersji L/70. Okręt otrzymał nowoczesne wyposażenie elektroniczne w postaci brytyjskich radarów typu 262 i 293 oraz sonaru typu 144. Tak zmodernizowany „Gotland” otrzymał nową funkcję jako okrętu kierującego samolotami myśliwskimi.
Zimą 1955/1956 roku okręt udał się w ostatni rejs zagraniczny do Portugalii, na Wyspy Kanaryjskie, do Afryki, Francji i Belgii. Następnie od 1956 do 1960 pozostawał już na szwedzkich wodach przybrzeżnych, w rezerwie. 1 lipca 1960 roku okręt został wycofany ze służby. Został sprzedany na złom 1 kwietnia 1962 roku i złomowany rok później.

## Opis konstrukcji

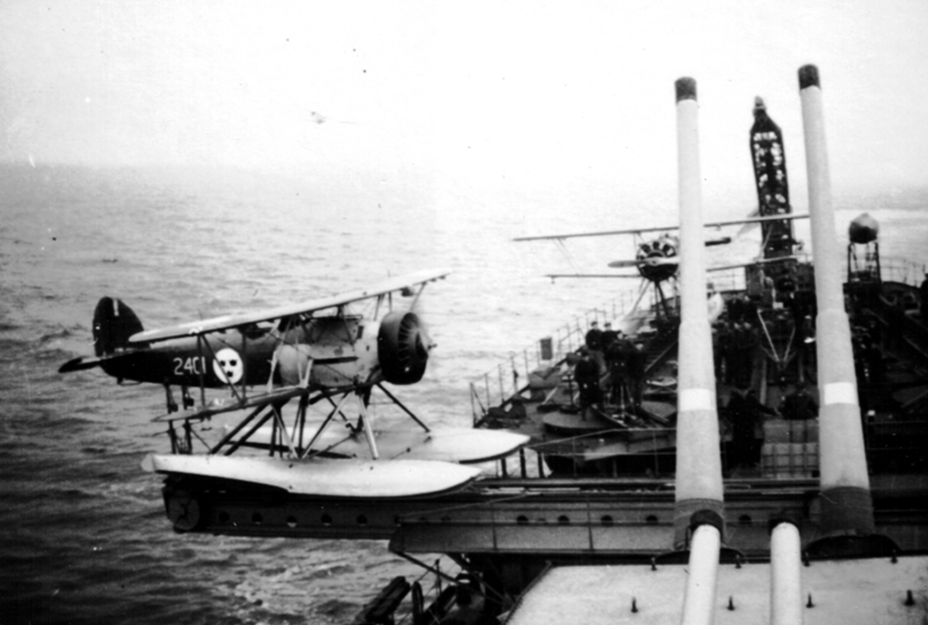
Wodnosamolot Hawker Osprey na katapulcie gotowy do wystrzelenia z pokładu HMS „Gotland”

Krążownik „Gotland” miał wyporność pełną 5550 ton i standardową 4570 ton, długość wynosiła 134,7 metrów, szerokość 15,4 m i zanurzenie 4,5 m.
Okręt był stosunkowo lekko opancerzony, główne wieże miały pancerz o grubości do 50 mm, magazyny amunicji były chronione pancerzem od 25 do 50 mm, pancerz na głównym pokładzie miał grubość od 30 do 50 milimetrów. 

### Uzbrojenie
Główne uzbrojenie artyleryjskie umieszczone było w dwóch dwudziałowych wieżach umieszczonych w osi symetrii kadłuba i dwóch pojedynczych kazamatach. Stanowiło je sześć armat kalibru 152 mm M/30 produkcji Boforsa o długości lufy 55 kalibrów (L/55). Strzelały pociskami o masie 46 kg z szybkością do 6 strz./min. Maksymalny kąt podniesienia armat umieszczonych w wieżach wynosił 60°, co przynajmniej teoretycznie umożliwiało ich wykorzystanie jako armat uniwersalnych. Armaty w kazamatach miały znacznie bardziej ograniczony kąt podniesienia (30°), a także miały bardziej ograniczone pole ostrzału w poziomie. Maksymalna donośność armat wieżowych wynosiła 25 000 m, a kazamatowych – 20 000 m. W praktyce donośność wynosiła jednak do 18 km. Armaty wieżowe naprowadzane były hydraulicznie, przez centralny system kierowania ogniem, a armaty w kazamatach – ręcznie. Amunicja do wież dostarczana była z komór amunicyjnych znajdujących się pod nimi, a do kazamat – wspólnym centralnym podnośnikiem.
Artylerię przeciwlotniczą stanowiły cztery armaty przeciwlotnicze Bofors 75 mm M/26 i M/28 L/60, na dwóch pojedynczych podstawach na burtach między kominami i jednej podwójnej za drugim kominem, nad rufową wieżą. Strzelały pociskami o masie 6,5 kg na maksymalną teoretyczną odległość 15 000 m (przeciw celom nawodnym). Uzupełniały je początkowo cztery działka Bofors 25 mm M/32 L/64 o szybkostrzelności 180 strz./min. Okręty nadto miał cztery karabiny maszynowe 8 mm.
Na śródokręciu na pokładzie górnym zamontowano dwie trzyrurowe wyrzutnie torpedowe (po jednej na każdej burcie) kalibru 533 mm.
Okręt mógł przenosić 80-100 min składowanych na dwóch torach na pokładzie rufowym.

### Napęd
Zespół napędowy okrętu stanowiły cztery kotły parowe typu Penhoët o ciśnieniu roboczym 20 at, zasilające parą dwie turbiny de Laval z przekładniami redukcyjnymi, o łącznej mocy projektowej 33 000 shp. Prędkość maksymalna „Gotlanda” wynosiła 27,5 węzła przy 300 obrotach na minutę. Na próbach we wrześniu 1934 roku okręt osiągnął prędkość 27,53 węzła przy mocy siłowni 32 768 shp. Zapas paliwa wynosił 800 ton, a maksymalnie 880 ton, co pozwalało okrętowi na pokonanie 4000 mil morskich przy prędkości ekonomicznej 12 węzłów.
Rufowa część pokładu była przykryta gładkim pokładem lotniczym, na rufie znajdował się dźwig do podnoszenia wodnosamolotów z wody. Obrotowa katapulta znajdowała się za wieżą rufową, na równi z pokładem lotniczym i można było na nią przetaczać samoloty z trzech torów na pokładzie lotniczym oraz dwóch po bokach wieży. Długość katapulty w pozycji spoczynkowej wynosiła 14 m, a do startu rozkładano ją do 22 m. Wystrzeliwała samoloty za pomocą sprężonego powietrza, co dwie minuty. Po wodowaniu samolot był podnoszony żurawiem, przy czym w razie falowania można było zastosować prostokątny żagiel holowany za okrętem, na który wpływał wodnosamolot.
Wyposażenie lotnicze stanowiły brytyjskie wodnosamoloty rozpoznawcze Hawker Hart w wersji morskiej znanej jako Hawker Osprey. Na pokładzie lotniczym przewidziano miejsce dla składowania ośmiu samolotów, na poruszanych elektrycznie wózkach na trzech torach, połączonych przy katapulcie za pomocą obrotnic i toru poprzecznego. Środkowy tor był krótszy, gdyż na jego końcu na skraju pokładu lotniczego znajdował się żuraw. Można było maksymalnie przenosić 11 samolotów – dodatkowe trzy mogły być składowane na katapulcie i na torach po obu stronach wieży rufowej, która nie mogła wówczas strzelać. Niemniej, okręt nigdy nie przenosił kompletu samolotów, gdyż Szwecja zakupiła tylko sześć samolotów tego typu. W szwedzkiej wersji morskiej samoloty napędzane były zbudowanymi lokalnie silnikami gwiazdowymi Nohab Mercury II i znane były jako S.9. Miały one składane skrzydła dla ułatwienia składowania. Uzbrojenie stanowiły tylko karabiny maszynowe pilota i obserwatora.

## Ocena okrętu

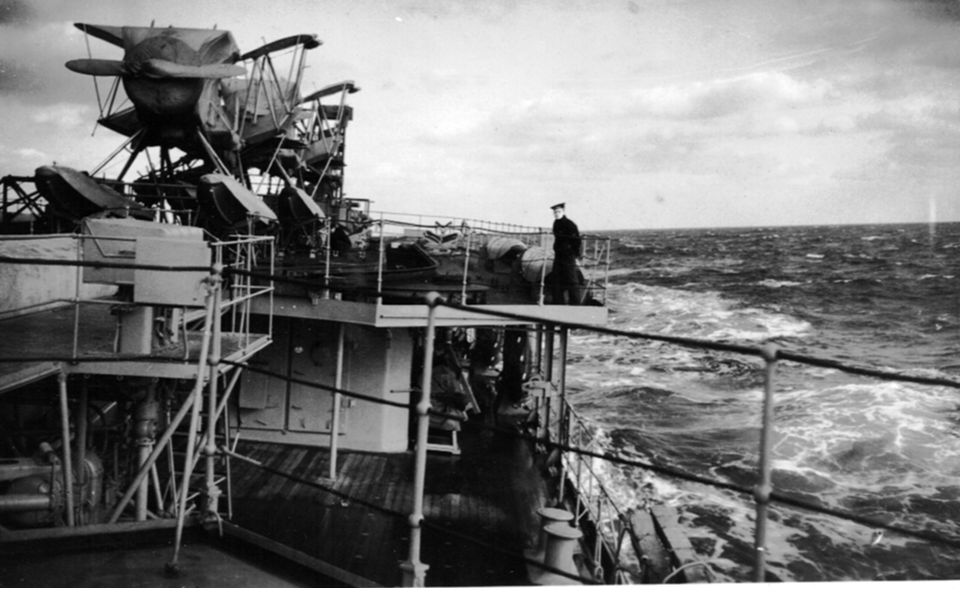
Pokład lotniczy na HMS „Gotland” znajdujący się na rufie okrętu, zdjęcie wykonano w 1936 roku

Po swoim wodowaniu „Gotland” wzbudził zainteresowanie na świecie i uważany był za nowoczesny i udany okręt wojenny, ale opinie te zostały zweryfikowane już w czasie jego eksploatacji. Jako krążownik lekki był on znacznie słabiej uzbrojony i opancerzony, niż współczesne mu jednostki tego typu, a jako tender wodnosamolotów miał zbyt skromne wyposażenie lotnicze. Samoloty Hawker Osprey były przestarzałe już w momencie wejścia „Gotlanda” do służby i w praktyce nie byłyby w stanie wykonać stawianych przed nimi zadań w obliczu nowoczesnych samolotów nieprzyjaciela. Dwie armaty umieszczone w kazamatach miały bardzo ograniczony kąt ostrzału, a doświadczenia praktyczne na okrętach innych państw pokazały, że kazamaty były często zalewane w trudnych warunkach pogodowych.
Hybrydowa konstrukcja okrętu „trzy-w-jednym” (krążownik, stawiacz min, tender wodnosamolotów) wymusiła na jego projektantach szereg kompromisów, w rezultacie „Gotland” nie prezentował pełnej wartości bojowej jako żaden z tej klasy okrętów.